# Self Reliance
Self Reliance ist eine Filmkomödie von Jake Johnson, die im März 2023 beim South by Southwest Film Festival  ihre Premiere feierte. Im Januar 2024 wurde der Film in das Programm des Streaminganbieters Hulu aufgenommen.

## Handlung
Nachdem einem Mann eine Million Dollar angeboten wurden, um ein Spiel zu spielen, bei dem Jäger versuchen, ihn zu töten, glaubt er, den perfekten Unterschlupf gefunden zu haben. Sein einziges Problem ist, dass keiner seiner Freunde und niemand in seiner Familie glaubt, dass das Spiel echt ist.

## Produktion
Regie führte Jake Johnson, der auch das Drehbuch schrieb. Es handelt sich um das Spielfilmdebüt des eigentlichen Schauspielers.
Neben Johnson in der Hauptrolle finden sich Anna Kendrick, Andy Samberg, Natalie Morales, Christopher Lloyd, Wayne Brady, GaTa, Emily Hampshire, Mary Holland und Boban Marjanović auf der Besetzungsliste.
Die deutsche Synchronisation entstand nach einem Dialogbuch von Ulrike Lau und der Dialogregie von Fritz Rott im Auftrag der Interopa Film GmbH in Berlin. Tim Knauer leiht in der deutschen Fassung Johnson in der Rolle von Thomas seine Stimme und Anne Helm ihre Kendrick in der Rolle von Maddy.
Die Filmmusik komponierte Dan Romer.
Der Film feierte am 11. März 2023 beim South by Southwest Film Festival seine Premiere. Anfang Dezember 2023 stellte Hulu den ersten Trailer vor. Am 12. Januar 2024 nahm der Streamingdienst den Film in sein Programm auf.

## Rezeption
Der Film konnte 72 Prozent der bei Rotten Tomatoes aufgeführten Kritiker überzeugen.